# I nostri sogni
I nostri sogni è un film del 1943 diretto da Vittorio Cottafavi.

## Trama
Un giovane squattrinato che vive di espedienti viene incaricato dal suo direttore di accompagnare la figlia di un contabile dell'azienda che possiede. Il giovane coglie l'occasione per fingersi ricchissimo all'ingenua ragazza e la porta in un locale di lusso, creando, grazie alla sua fantasia d'inventore, un'autentica atmosfera di sogno.

## Canzoni
Le canzoni del film sono state composte da Raffaele Gervasio, su parole di Michele Galdieri, dirette dal maestro Mario Carta e cantate da Pina Mari e Michele Montanari.